# جين إس. ريتشاردسون
جين إس. ريتشاردسون (بالإنجليزية: Jane Shelby Richardson)‏ هي عالمة كيمياء حيوية أمريكية، ولدت في 25 يناير 1941 في تينيك (نيوجيرسي) في الولايات المتحدة.

## السيرة الذاتية
ولدت ريتشاردسون في 25 يناير 1941 ونشأ في تينيك بولاية نيو جيرسي. كان والدها مهندسا كهربائيا وكانت والدتها معلمة للغة الإنجليزية. شجع والداها الاهتمام بالعلوم وكانت عضواً في أندية علم الفلك المحلية في وقت مبكر من المدرسة الابتدائية. التحقت بمدرسة تينيك الثانوية وفي عام 1958 فازت بالمركز الثالث في برنامج ويستنجهاوس للمواهب العلمية المعرض العلمي الأكثر شهرة في الولايات المتحدة الأمريكية مع حسابات حول مدار القمر الصناعي سبوتنيك من ملاحظاتها الخاصة.
واصلت تعليمها في العلوم في كلية سوارثمور والتحقت بقصد دراسة الرياضيات وعلم الفلك والفيزياء. بدلاً من ذلك تخرجت فاي بيتا كابا بدرجة البكالوريوس في الفلسفة مع اختصاص فرعي في الفيزياء وواصلت دراساتها العليا في جامعة هارفارد، وحصلت على درجة الماجستير في عام 1966. بعد أن وجدت نفسها غير ملائمة للتدريس في المدرسة الثانوية، انضمت إلى زوجها ديفيد سي ريتشاردسون ثم أكملت عمله الدكتوراه في معهد ماساتشوستس للتكنولوجيا في دراسة التركيب ثلاثي الأبعاد للبروتين النووي للمكورات العنقودية (1SNS) باستعمال دراسة البلورات بالأشعة السينية. وقد كان هذا البروتين واحداً من أول عشرة هياكل بروتين تم حلها. بدأت لاحقاً برسم المخططات التي تحمل اسماً كوسيلة لتفسير بنيات جزيئات البروتين. ترقت جين إلى العديد من المناصب المرموقة في الأوساط الأكاديمية. وفي يوليو عام 1985 حصلت على منحة ماك آرثر عن عملها في الكيمياء الحيوية. انتخبت في الأكاديمية الوطنية للعلوم والأكاديمية الأمريكية للفنون والعلوم في عام 1991 ومعهد الطب في عام 2006. وانتخبت رئيسة للجمعية الفيزيائية الحيوية لعام 2012-2013  وزميلة في الجمعية الأمريكية لعلم البلوريات في عام 2012. ريتشاردسون حالياً أستاذة في مادة جيمس بي ديوك للكيمياء الحيوية في جامعة ديوك. كجزء من دورها في الأكاديمية الوطنية للعلوم تعمل ريتشاردسون في لجان تقدم المشورة للبيت الأبيض والبنتاغون بشأن المسائل العلمية المهمة على المستوى الوطني. كما تشارك ريتشاردسون في رئاسة مجموعة بحثية في جامعة ديوك.
كما أن ريتشاردسون مساهمة مهمة في ويكيبيديا حيث أنها عضو بارز في الفيزياء الحيوية في ويكي بروجكت.

## أعمالها العلمية
كانت غزوات ريتشاردسون الأولى في العلوم في مجال علم الفلك. من خلال مراقبة موقع سبوتنيك الذي كان القمر الصناعي الوحيد في ذلك الوقت وعلى مدى ليلتين متتاليتين تمكنت من حساب مدارها المتوقع. قدمت نتائجها إلى برنامج ويستنجهاوس للمواهب العلمية وفازت بالمركز الثالث في عام 1958.
بعد حصولها على درجة الماجستير في الفلسفة انضمت ريتشاردسون إلى العالم العلمي في منتصف الستينيات، حيث عملت كأخصائية في نفس المختبر مع زوجها. شكلت فصول علم النبات والتطور التي تلقتها أثناء دراستها تفكيرها حول العمل الذي كانت تقوم به في مختبر الكيمياء. خلال دراستها في مجال علم البلوريات أدركت جين ريتشاردسون أنه يمكن تطوير مخطط تصنيف عام من العناصر البنيوية المتكررة للبروتينات. في عام 1977 نشرت نتائجها في مجلة الطبيعة في ورقة بعنوان «طوبولوجيا β-sheet وربط البروتينات».
في هذه الأثناء انتقلت جين وديفيد ريتشاردسون إلى جامعة ديوك في عام 1970 حيث قاما بحل أول هيكل بلوري لأكسيد الفيروكسيد (2SOD).طورت ريتشاردسون مبيان الشريط على مدار بحثها التصنيفي. ظهرت صورها الأيقونية لأول مرة في مراجعة لمجلة التقدم في مجال كيمياء البروتينات عام 1981 (متوفرة على الإنترنت بشكل مشروح) وقد كان منشور مميز ومبكر في المعلوماتية الحيوية الهيكلية. لقد أصبحوا منذ ذلك الحين وسيلة قياسية لتصور بنية البروتين إذ قال بيتر أكور الحائز على جائزة نوبل وعلى منحة ديوك عن أعمال ريتشاردسون: «عمل جين وديفيد سمح لنا بالكشف عن شكل البروتينات ومن هناك كان من السهل فهم وظيفتها.»
تنوعت أعمال أسرة ريتشاردسون الحديثة أكثر من مجرد التصنيف وعلم البلورات، إذ توسعا إلى مجال الكيمياء الحيوية الصناعية وعلم الأحياء الحسابي كرائدين في مجال التصميمات الحديثة للبروتينات. قاما في التسعينات بتطوير نظام كينماغ للرسومات الجزيئية وكتب ديفيد برنامج ميغ لعرضه على شاشات الكمبيوتر الصغيرة من أجل مجلة علوم البروتينات التي كانت جديدة في ذلك الوقت. كما قاما بتطوير تحليل الاتصال الشامل لقياس «صلاح الملاءمة» داخل البروتينات وبالتفاعلات مع الجزيئات المحيطة. يدرس مختبر ريتشاردسون حالياً العناصر البنيوية في الحمض النووي الريبي وكذلك البروتينات كجزء من كونسورتيوم أنطولوجيا الحمض النووي الريبي (ROC)  كما قاما بالتقييم في تجربة التنبؤ بالهيكل في CASP8 (CASP) وفريقهما هو واحد من الفرق الأربعة المطورة لنظام برنامج فينيكس لعلم البلورات بالأشعة السينية للجزيئات المضخمة.

## وصلات خارجية
- الموقع الرسمي